# Температура кипіння вуглеводнів
Температура кипіння вуглеводнів (англ. boiling point of hydrocarbons) — технологічна характеристика вуглеводневих компонентів нафти, яка використовується при розгонці нафт і виражається в зростанні температури кипіння вуглеводнів із збільшенням кількості атомів вуглецю в молекулі, також в різниці температур кипіння вуглеводнів різних класів при рівній кількості атомів вуглецю.